# جو جنسن
جو جنسن (بالإنجليزية: Joe Jensen)‏ هو لاعب هوكي الجليد أمريكي، ولد في 6 فبراير 1983 في مابل غروف في الولايات المتحدة.

## وصلات خارجية
- جو جنسن على موقع دوري الهوكي الوطني (الإنجليزية)
- جو جنسن على موقع EliteProspects.com (الإنجليزية)
- جو جنسن على موقع HockeyDB.com (الإنجليزية)
- جو جنسن على موقع Hockey-Reference.com (الإنجليزية)